# Jo Schulz
Johannes Schulz (* 31. März 1920 in Bautzen; † 8. April 2007 in Berlin) war ein deutscher Schriftsteller, Bühnen- und Drehbuchautor und Kabarettist.

## Leben

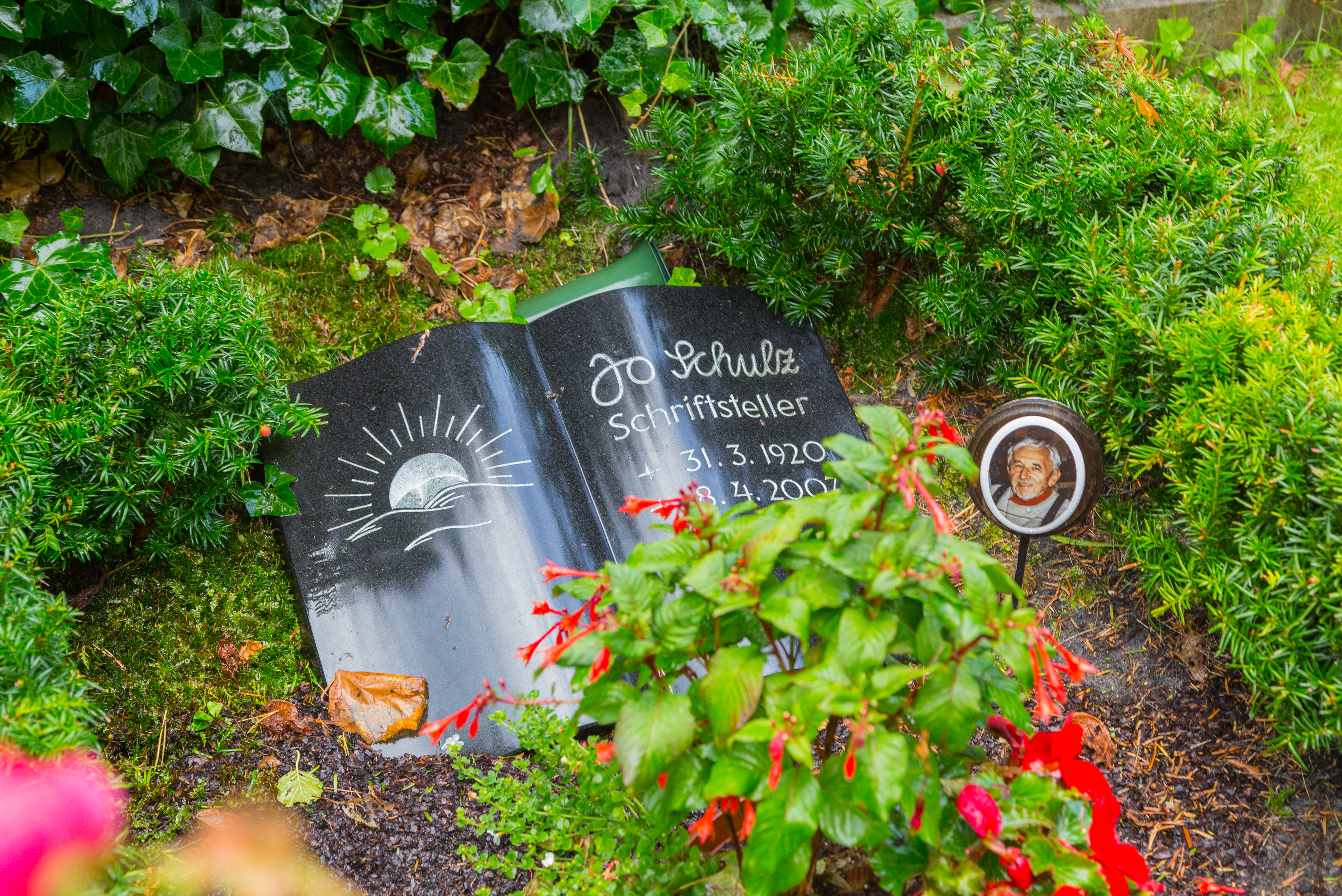
Grab von Jo Schulz auf dem Kirchhof der Seemannskirche Prerow.

Jo Schulz wurde am 31. März 1920 in Bautzen als Sohn eines Lackierers geboren. Nach dem Zweiten Weltkrieg tourte er mit dem Kabarett Böse Sieben durch die DDR und schrieb für satirische Zeitschriften wie beispielsweise Eulenspiegel. Zu seinen bekanntesten Bühnenwerken zählt das Libretto zu der 1960 im Berliner Metropoltheater uraufgeführten Operette Messeschlager Gisela.
1969 erhielt er für sein Werk den Heinrich-Heine-Preis des Ministeriums für Kultur der DDR sowie 1971 die Erich-Weinert-Medaille der DDR verliehen, 1985 erhielt er den Goethepreis der Stadt Berlin.
Sein Grab befindet sich auf dem Kirchhof der Seemannskirche in Prerow.

## Werk

### Gedichtbücher
- Berlin intim. Mit Zeichnungen von Gerhard Vontra. Eulenspiegel Verlag, Berlin 1962.
- Zwischen Frühling und Frost. Gedichte. Mit 12 Federzeichnungen von Heidrun Hegewald. Verlag der Nation, Berlin 1968.
- Poesie und Purzelbaum.  Verse, Lieder und Geschichten. Henschelverlag, Berlin 1972.
- Hammelweisheit. Gereimt und mit Nonsens. Eulenspiegel Verlag, Berlin 1979.
- leben üben. oder Die Emanzipation des Mannes. Verlag der Nation, Berlin 1979.

### Roman
- Laufen ohne Vordermann, Verlag der Nation, Berlin 1976.

### Textbücher für das Heitere Musiktheater der DDR
- Messeschlager Gisela, Operette/Musical – Musik von Gerd Natschinski – Textbuch von Jo Schulz – Uraufführung: 16. Oktober 1960, Metropol-Theater (Berlin-Mitte)
- Mein schöner Benjamino, Musical – Musik von Guido Masanetz – Textbuch von Jo Schulz – Uraufführung: 11. Mai 1963, Metropol-Theater
- Blaues Blut und zarte Pelle, Musikalisches Lustspiel – Musik von Joachim Gocht – Textbuch von Jo Schulz mit Hans-Dieter Arnold, Gerd Staiger – Uraufführung: 1. März 1970, Theater Potsdam

## Filmografie (Auswahl)
- 1965: Messeschlager Gisela
- 1977: Berliner in Pankow